# Município de Buffalo (condado de Noble, Ohio)
Localização do Ohio nos E.U.A.
O município de Buffalo (em inglês: Buffalo Township) é um local localizado no condado de Noble no estado estadounidense de Ohio. No ano 2010 tinha uma população de 815 habitantes e uma densidade populacional de 12,83 pessoas por km².

## Geografia
O município de Buffalo encontra-se localizado nas coordenadas 39° 52′ 05″ N, 81° 31′ 21″ O. Segundo o Departamento do Censo dos Estados Unidos, o município tem uma superfície total de 63.51 km², da qual 63,4 km² correspondem a terra firme e (0,18 %) 0,11 km² é água.

## Demografia
Segundo o censo de 2010, tinha 815 pessoas residindo no município de Buffalo. A densidade de população era de 12,83 hab./km².